# 欣明苑

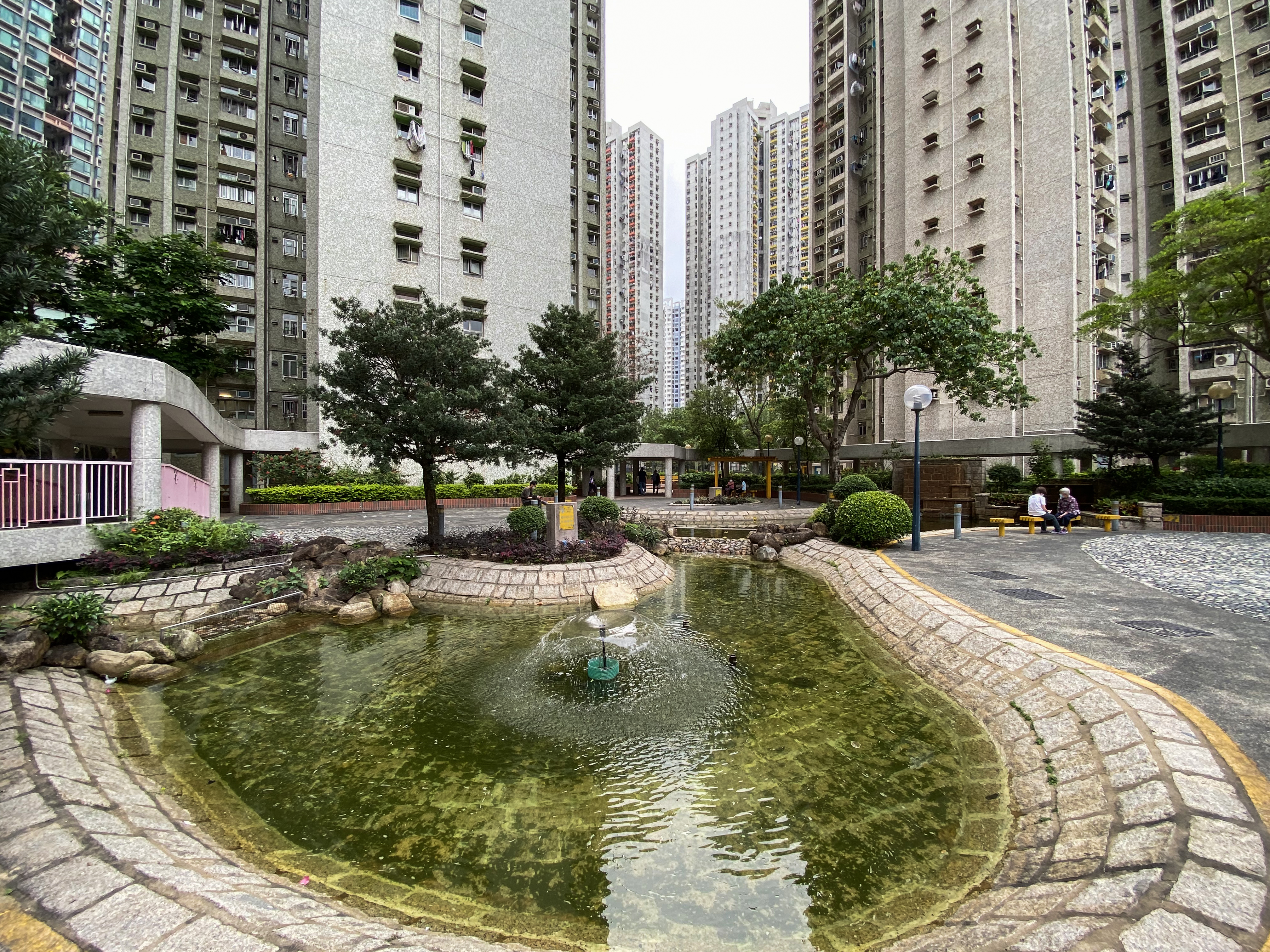
屋苑園林

欣明苑（英語：Yan Ming Court）是位於新界將軍澳第二十一區寶琳的居者有其屋屋苑，設有5座樓宇，分別於1990年4月30日及1990年6月29日入伙。

## 簡介
屋苑由5座樓高35層的大廈組成，共提供1,750伙單位。單位面積分515﹑712及827方呎三種設計，為兩房一廳及三房兩廳間隔，實用率七成八。
| 樓宇名稱（座號） | 樓宇類型                | 落成年份 | 層數 | 每層伙數 | 每座單位總數（伙） | 承建商          | 提供升降機的廠商 |
| ---------------- | ----------------------- | -------- | ---- | -------- | ------------------ | --------------- | ---------------- |
| 欣松閣（A座）    | 新十字型 （1984年版本） | 1990年   | 35   | 10       | 350                | SGE-BTP聯營承建 | 富士達           |
| 欣竹閣（B座）    | 新十字型 （1984年版本） | 1990年   | 35   | 10       | 350                | SGE-BTP聯營承建 | 富士達           |
| 欣梅閣（C座）    | 新十字型 （1984年版本） | 1990年   | 35   | 10       | 350                | SGE-BTP聯營承建 | 富士達           |
| 欣蘭閣（D座）    | 新十字型 （1984年版本） | 1990年   | 35   | 10       | 350                | SGE-BTP聯營承建 | 富士達           |
| 欣菊閣（E座）    | 新十字型 （1984年版本） | 1990年   | 35   | 10       | 350                | SGE-BTP聯營承建 | 富士達           |

## 設施
屋苑設有兒童遊樂場、籃球場和停車場大樓。而停車場地面設有OK便利店和教協將軍澳中心。

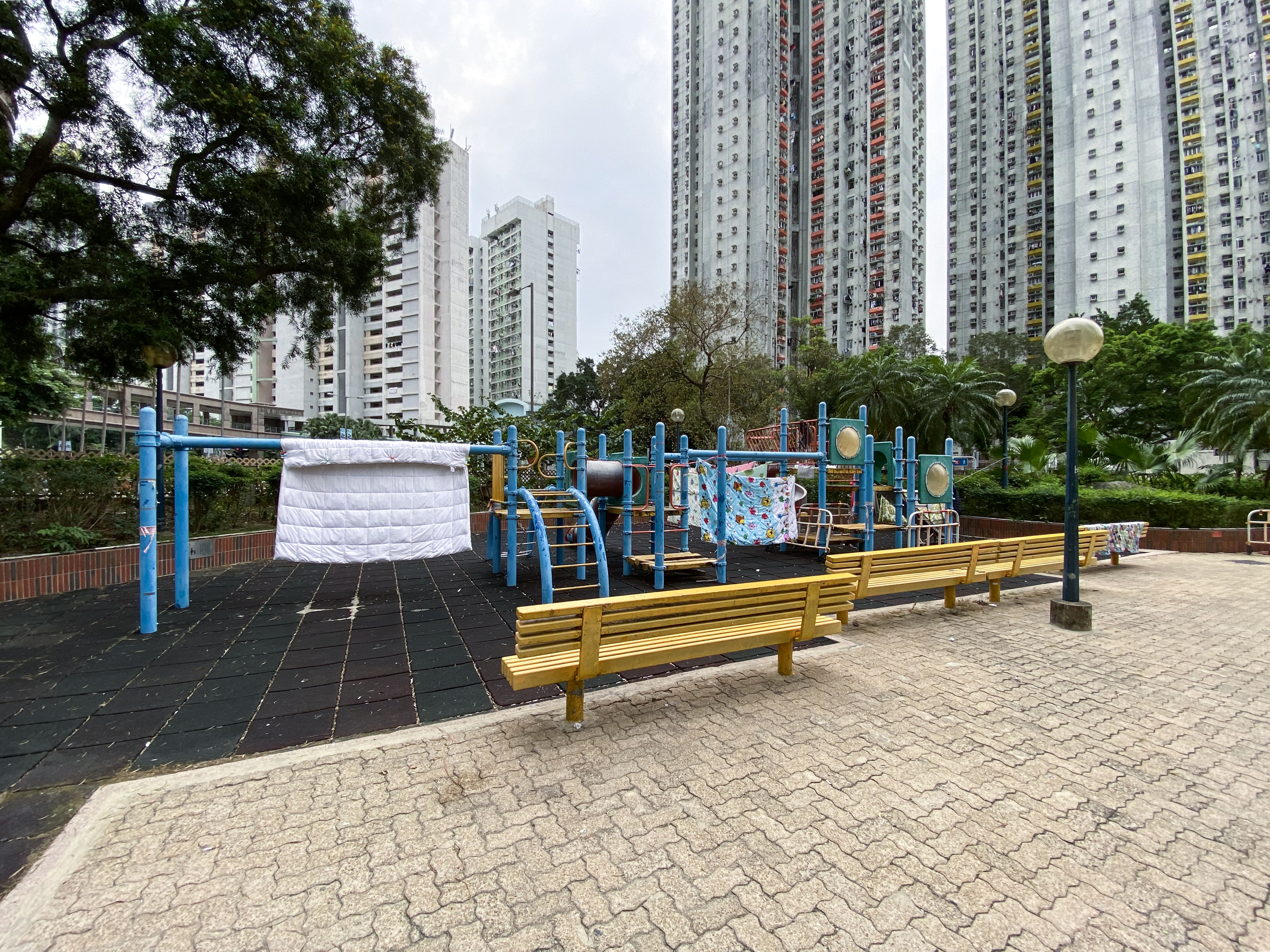
兒童遊樂場
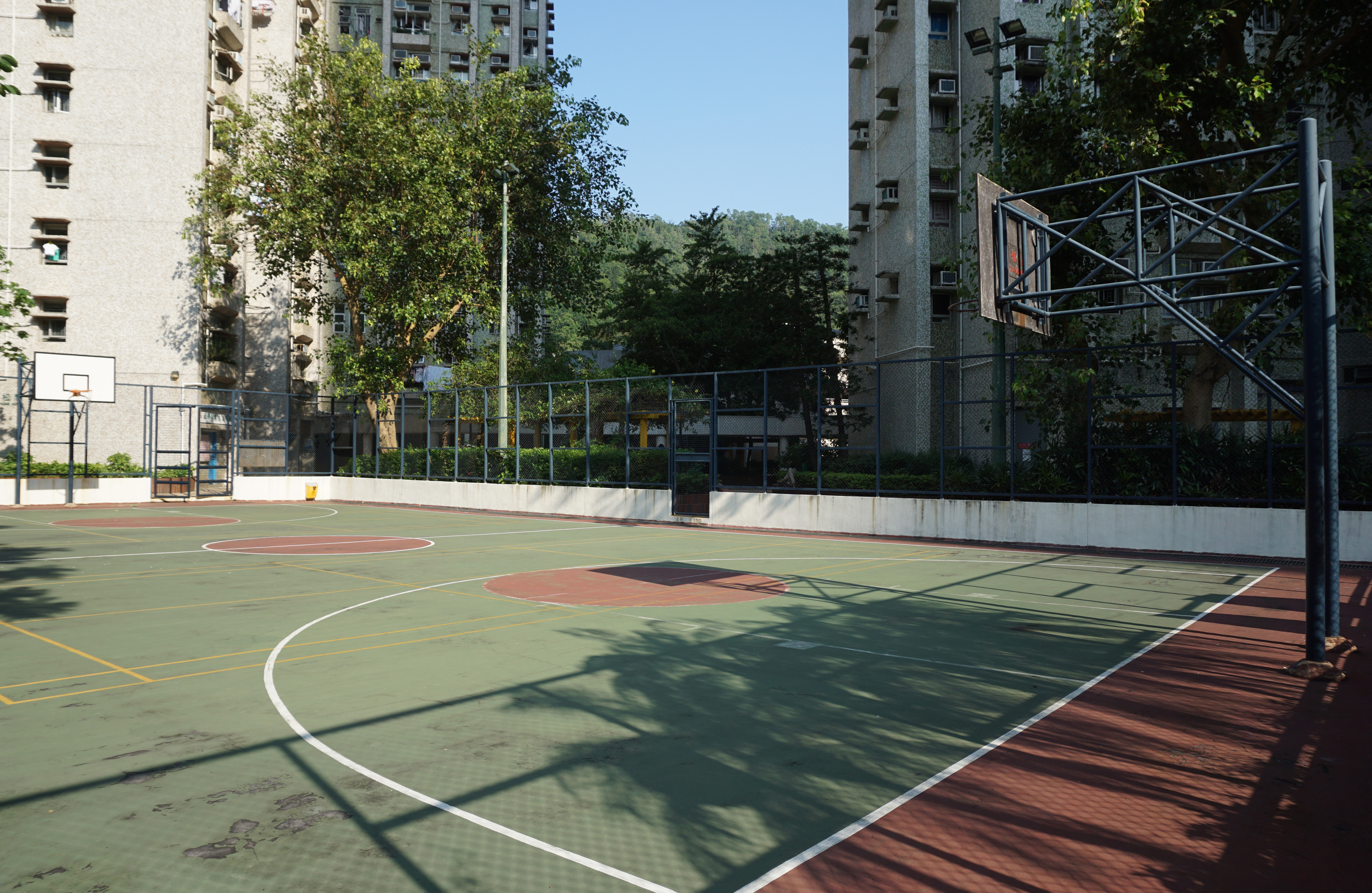
籃球場
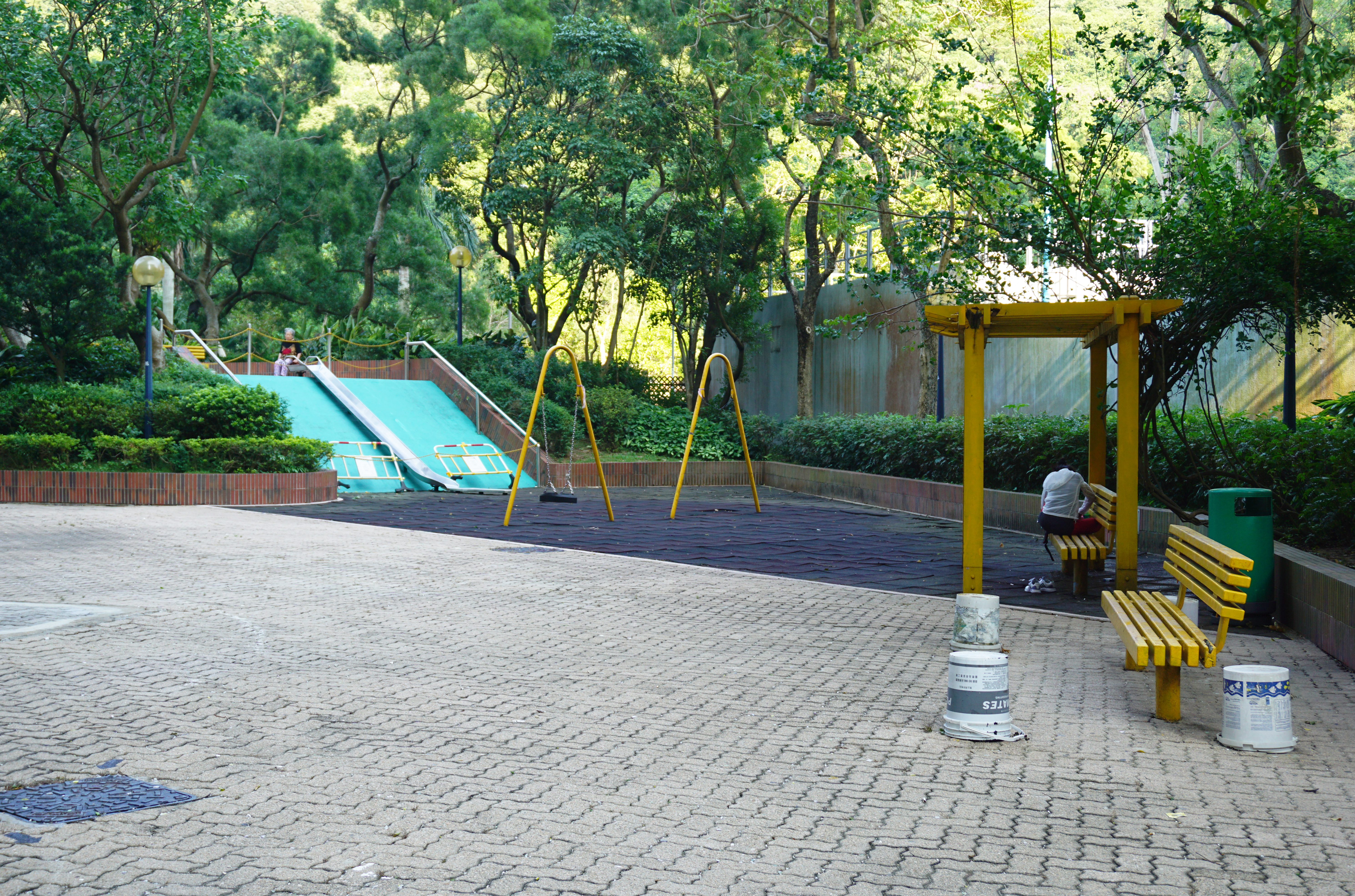
鞦韆
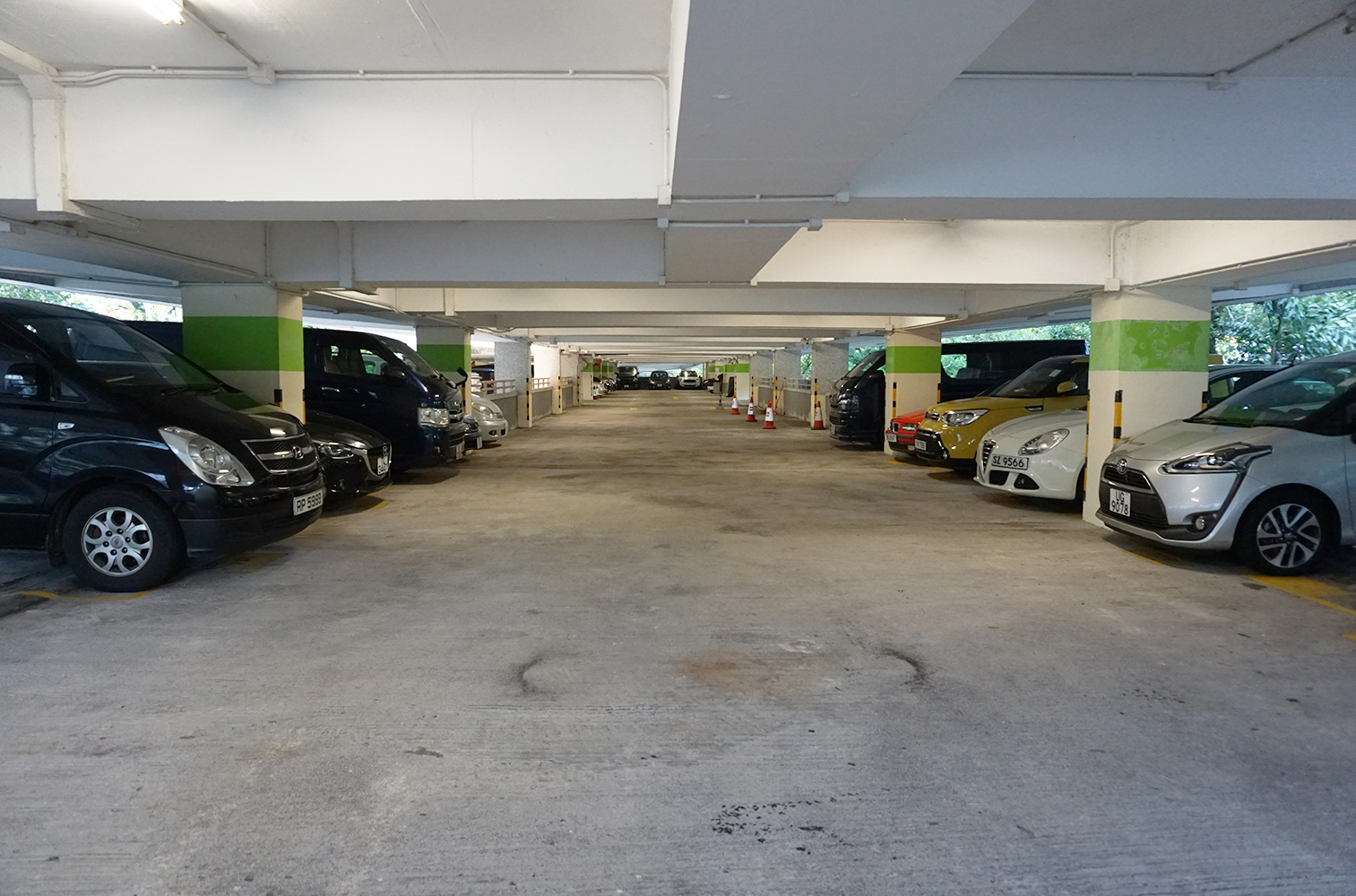
停車場樓底較矮
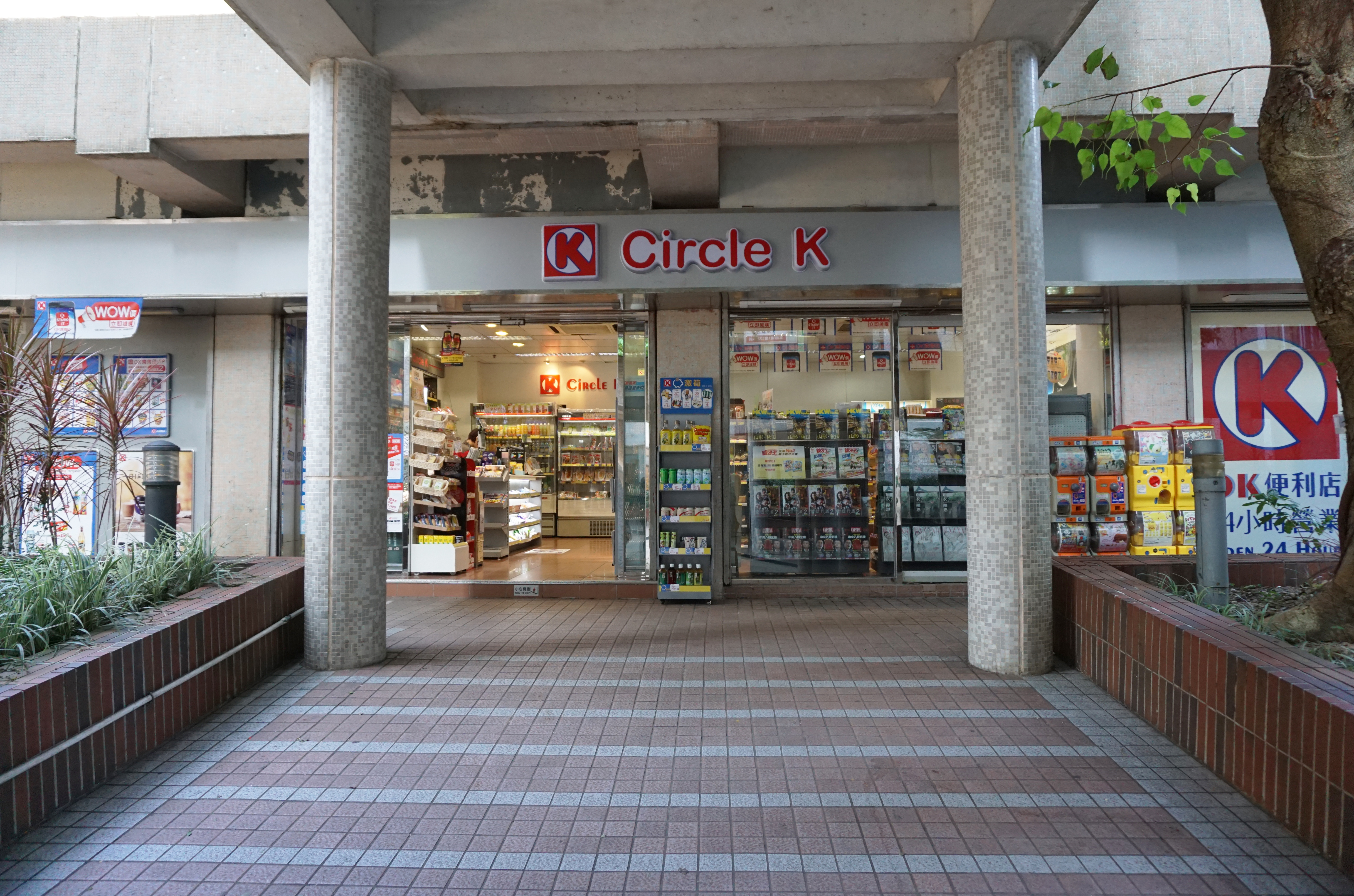
停車場地面設有一間OK便利店

## 交通
住客可利用新都城二期行人天橋往寶琳站。而屋苑對出設巴士站。